# Алтайский краевой педагогический лицей-интернат
«Алтайский краевой педагогический лицей-интернат» (КГБОУ «АКПЛ») — краевое государственное бюджетное общеобразовательное учреждение в городе Барнауле.

## История
Официальной датой образования Алтайского краевого педагогического лицея-интерната считается 14 февраля 1991 г. Открытия лицея добились два преподавателя Барнаульского пединститута, кандидаты наук математик Владимир Станиславович Былков и историк Михаил Александрович Демин. Первоначальной их целью была подготовка выпускников сельских школ до того уровня, который был необходим для поступления в институт. Барнаульский пединститут выделил для лицея второй этаж и несколько комнат на первом этаже в общежитии № 3 БГПУ. Вскоре БГПУ отдал лицею ещё ряд аудиторий. Постепенно задачей лицея, по словам его директора, Владимира Былкова, стало «достигнуть такого уровня образования, который по самым высоким стандартам отвечал бы требованиям времени».
8 октября 2010 года был открыт второй корпус лицея. На открытии присутствовал губернатор Александр Карлин. В этом корпусе открыт центр дистанционного образования для детей инвалидов, соответствующий всем требованиям по обеспечению свободного доступа детей с ограниченными возможностями к образовательным ресурсам. Центр дистанционного образования детей-инвалидов является структурным подразделением Алтайского краевого педагогического лицея.
На базе спортивно-оздоровительного лагеря Алтайского краевого педагогического лицея (с. Алтайское) работает летняя школа для абитуриентов с ограниченными физическими возможностями «Преодоление». Также на базе лицея работает проект «Школа волонтеров», который предполагает проведение краткосрочных курсов (с 13 по 23 апреля 2009 г.) для добровольцев из числа его студентов и учащихся других педагогических учебных заведений Барнаула. После чего они привлекаются к участию в подготовке абитуриентов с ограниченными возможностями здоровья в летнем лагере. Кроме этого на базе дошкольного общеобразовательного учреждения № 107 города Барнаула реализован проект «В гостях со сказкой» по воспитанию детей в возрасте от 3 до 7 лет с диагнозом детский церебральный паралич. Лицеистам и школьникам, добровольно участвующих в работе с инвалидами вручаются личные книжки волонтеров, которые служат для учета волонтёрской деятельности и содержат сведения о трудовом стаже волонтёра, его поощрениях и дополнительной подготовке.
В 2011 лицеем подписано партнёрское соглашение об обмене студентами с двумя французскими лицеями региона Франш-Конте: лицеем Шарля Нодье города Доль и лицеем Жоржа Кювье города Монбельяр.
С 14 октября 2011 входит в барнаульский образовательный кластер, участниками которого являются также гимназия №22, лицей №122, детский сад № 30, детский сад № 239, ДЮСШ «Хоккей» им. А. Черепанова, Центр детского творчества Центрального района, Детская музыкальная школа №1 им. А. К. Глазунова, городская детская поликлиника № 3, АлтГПА, БЮИ МВД РФ.

## Корпуса
- Административный и спальный корпус — г. Барнаул, ул. Папанинцев, 139.
- Учебный корпус — г. Барнаул, ул. Папанинцев, 139А.
- Культурно-оздоровительный комплекс «Лицейский домик» — г. Барнаул, ул. Брусничная, 12.
- Оздоровительный лагерь «Лицейская дача» — Алтайский край, Алтайский район, с. Алтайское, ул. З.Космодемьянской, 15.
- Оздоровительно-туристический лагерь «Фадеев лог» — Алтайский край, Алтайский район, с. Алтайское, Алтайский лесхоз, Алтайское участковое лесничество, урочище лога Фадеева.

Бывшие корпуса — г. Барнаул, пр. Социалистический 126А

## Директор
Романенко Светлана Александровна

## Классы
- Технологический
- Гуманитарный (лингвистической направленности)
- Универсальный (физико-информатической направленности)
- Универсальный (историко-филологической направленности)
- Универсальный (химико-биологической направленности)
- Универсальный (гуманитарной направленности)
- Универсальный (инженерно-математической направленности)
- Универсальный (военно-спортивной направленности)
- Среднее звено ( восьмой класс )
- Среднее звено ( девятый класс )

## Медалисты
нету